# Lionel Bernstein
Lionel Rusty Bernstein (* 5. März 1920 in Durban; † 23. Juni 2002 in Kidlington, Oxfordshire) war ein südafrikanischer Politiker und Gegner der Apartheid. Er war ein führendes Mitglied der Südafrikanischen Kommunistischen Partei (SACP).

## Leben

### Herkunft und Hintergrund
Bernstein wurde als viertes Kind europäischer jüdischer Emigranten in Durban geboren. Mit acht Jahren war er Waise. Seine Schulausbildung erhielt er an der Eliteschule Hilton College. Nach seinem Schulabschluss arbeitete er in einem Johannesburger Architekturbüro und nahm gleichzeitig an der Witwatersrand-Universität ein Teilzeitstudium in Architektur auf. Nach seinem Abschluss 1936 arbeitete er als Architekt.

### Politische Aktivitäten in Südafrika
1937 wurde Bernstein Mitglied der Labour League of Youth. 1939 trat er in die damalige CPSA (später SACP) ein und wurde dort bald ein führendes Mitglied. Er wurde Sekretär des Johannesburger Distrikts der CASP. 1941 heiratete er Hilda Watts, eine Auswanderin aus dem Vereinigten Königreich, die er in der Labour League of Youth kennengelernt hatte. Seinen Spitznamen „Rusty“ (Rostig) erhielt er wegen seiner roten Haare und seiner politischen Ansichten. Während des Zweiten Weltkriegs diente er in der südafrikanischen Armee und kämpfte in Nordafrika und Italien. 1946 war er beim großen Minenarbeiterstreik für die Streikzeitung verantwortlich. Er und seine Frau wurden festgenommen und wegen Aufruhrs zu Bewährungsstrafen verurteilt. In der Folge war Bernstein als Journalist für verschiedene linksgerichtete südafrikanische Zeitungen wie Liberation und The Guardian tätig. Nachdem er gebannt worden war, schrieb er unter Pseudonymen.
1950 wurde die CPSA gebannt. Bernstein gründete 1953 mit anderen Parteimitgliedern die SACP als Untergrundbewegung. Er war maßgeblich an der Bildung des Congress of Democrats beteiligt, die mit dem African National Congress (ANC) kooperierte, der damals nur Schwarze als Mitglieder hatte. 
Lionel Bernstein nahm 1955 am Peoples’s Congress teil, der die Freiheitscharta verabschiedete. Seine Aufgabe war die endgültige Formulierung der Freiheitscharta. 1956 wurde Bernstein mit 155 anderen Anti-Apartheid-Aktivisten im Treason Trial des Landesverrats bezichtigt, wie alle Angeklagten jedoch freigesprochen. Von 1959 bis 1990 war er Vorstandsmitglied der Zeitschrift The African Communist. Nach dem Sharpeville-Massaker wurden er und seine Frau festgenommen. Bernstein kam erst fünf Monate später frei und wurde 1962 unter Hausarrest gestellt. Er war jedoch weiterhin im Untergrund tätig.
Am 11. Juli 1963 wurde er bei einer Razzia im Johannesburger Stadtteil Rivonia zusammen mit anderen hochrangigen ANC- und SACP-Funktionären verhaftet. Bernstein kam in Einzelhaft und war von 1964 bis 1965 Angeklagter im Rivonia-Prozess, bei dem hochrangige ANC- und SACP-Mitglieder wie Nelson Mandela teils lebenslange Haftstrafen erhielten. Lediglich Bernstein und ein weiterer Angeklagter wurden freigesprochen. Nach seiner Freilassung wurde er sofort wieder verhaftet, dann aber auf Kaution freigelassen. Auch seine Frau sollte verhaftet werden, floh aber rechtzeitig.

### Zeit im Exil und zeitweilige Rückkehr nach Südafrika
Die Bernsteins entschlossen sich 1964 vor allem wegen ihrer Kinder, ins Exil zu gehen. Sie flohen zu Fuß über die Grenze nach Botswana und weiter nach Sambia. Von dort reisten sie nach Tansania und schließlich in das Vereinigte Königreich, wo auch ihre Kinder eintrafen und Bernstein in London als Architekt arbeiten konnte. Auch dort setzte er sich für die Abschaffung der Apartheid ein. 1987 gab er in Moskau eine Reihe von Seminaren für ANC-Mitglieder. Er half bei der Einrichtung einer Abteilung für Politikwissenschaft am Solomon Mahlangu Freedom College im tansanischen Morogoro, wo er ein Jahr lang jungen ANC-Angehörigen Vorlesungen über den Freiheitskampf gab.
Bernstein kehrte 1994 für vier Monate nach Südafrika zurück. Für den ANC arbeitete er zur Vorbereitung der ersten freien Parlamentswahlen Südafrikas im Pressebüro. Seine Aufgabe war es, weiße Wähler vom ANC zu überzeugen. Er verfasste 1999 das Buch Memory against Forgetting über den Widerstand gegen die Apartheid zwischen 1938 und 1964. 2002 starb Bernstein in seinem Haus in Kidlington bei Oxford. An seiner Beerdigung im Vereinigten Königreich nahm auch Zanele Mbeki teil, die Frau des damaligen südafrikanischen Staatspräsidenten Thabo Mbeki. Nelson Mandela und seine Frau Graça Machel besuchten Hilda Bernstein in der Woche nach der Beerdigung.

## Werke
- Memory against Forgetting. Memoirs from a Life in South African Politics. Viking, London 1999, ISBN 0-670-88792-7

## Ehrungen
- 1998 wurden Lionel und Hilda Bernstein mit dem Ehrendoktortitel der Universität von Natal ausgezeichnet.
- Am 27. April 2011 wurde Lionel Bernstein postum mit dem Luthuli-Orden in Gold ausgezeichnet.[5]